# Lingua ndebele del sud
La lingua ndebele del sud, conosciuta anche con i nomi di ndebele del Transvaal (dal nome della provincia sudafricana esistente prima della riforma degli anni novanta), nrebele o nzundza (nome nativo isiNdebele) è una lingua sotho-tswana parlata in Sudafrica.

## Distribuzione geografica
Secondo i dati del censimento sudafricano del 2011, i locutori L1 sono 1.090.223, pari al 2,1% della popolazione, stanziati in prevalenza nelle province di Mpumalanga e Gauteng.

### Lingua ufficiale
Lo ndebele del sud è una delle undici lingue ufficiali del Sudafrica, come previsto dalla Costituzione del 1996.

## Classificazione
La lingua appartiene al sottogruppo delle lingue sotho-tswana delle lingue bantu, non come la lingua ndebele del nord. Alcuni lo classificano come semplice forma dialettale della lingua zulu e non come lingua a sé stante.
Secondo Ethnologue, la classificazione della lingua ndebele del sud è la seguente:
- Lingue niger-kordofaniane
  - Lingue congo-atlantiche
    - Lingue volta-congo
      - Lingue benue-congo
        - Lingue bantoidi
          - Lingue bantoidi meridionali
            - Lingue bantu
              - Lingue bantu centrali
                - Lingue bantu S
                  - Lingue sotho-tswana
                    - Lingua ndebele

## Sistema di scrittura
Per la scrittura si usa l'alfabeto latino.